# イオン強度
イオン強度（いおんきょうど）とは、電解質溶液の活量係数とイオン間の相互作用を関係づけるための概念で、溶液中のすべてのイオン種について、それぞれのイオンのモル濃度{\displaystyle m_{i}}と電荷{\displaystyle z_{i}}の2乗の積を加え合わせ、さらにそれを1/2にしたものである。例えば、2価の陽イオンと2価の陰イオンから成る電解質ならモル濃度の4倍の値となる。
{\displaystyle I={\frac {1}{2}}\sum _{i}m_{i}z_{i}^{2}}
例
0.1 mol dm−3 NaCl(aq) ;  I = 0.5×(0.1×12 + 0.1×(−1)2) = 0.1
0.1 mol dm−3 MgCl2(aq) ;  I = 0.5×(0.1×22 + 0.2×(−1)2) = 0.3
0.1 mol dm−3 Na2SO4(aq) ;  I = 0.5×(0.2×12 + 0.1×(−2)2) = 0.3
0.1 mol dm−3 MgSO4(aq) ;  I = 0.5×(0.1×22 + 0.1×(−2)2) = 0.4
0.1 mol dm−3 Al2(SO4)3(aq) ;  I = 0.5×(0.2×32 + 0.3×(−2)2) = 1.5
モル濃度（{\displaystyle {\rm {mol{\cdot }dm^{-3}}}}）でも成り立つが、質量モル濃度 （{\displaystyle {\rm {mol{\cdot }kg^{-1}}}}）でも成り立つ。デバイ-ヒュッケルの式にもとづく。
イオン強度は溶液中におけるイオンの活量に著しく影響を与えるものである。従って酸解離定数および錯生成定数などイオンの濃度に関わるものはイオン強度の影響を大きく受け、実験では過塩素酸ナトリウムなどの強電解質を用いてイオン強度を一定に保った上で条件定数が測定される。熱力学的な平衡定数はイオン強度が0、すなわち無限希釈におけるものであり、異なるイオン強度における測定値をイオン強度=0に外挿して求められる。